# Titouan Carod
Titouan Carod (Die, 11 de abril de 1994) es un deportista francés que compite en ciclismo de montaña en la disciplina de campo a través.
Ganó una medalla de bronce en el Campeonato Mundial de Ciclismo de Montaña de 2020 y dos medallas en el Campeonato Europeo de Ciclismo de Montaña, en los años 2020 y 2024.
Estudió Ingeniería Mecánica y de Producción en la Universidad Saboya Mont Blanc.

## Medallero internacional
| Campeonato Mundial | Campeonato Mundial         | Campeonato Mundial | Campeonato Mundial         |
| Año                | Lugar                      | Medalla            | Competición                |
| ------------------ | -------------------------- | ------------------ | -------------------------- |
| 2020               | Leogang (Austria)          | Medalla de bronce  | Campo a través             |
| Campeonato Europeo |                            |                    |                            |
| Año                | Lugar                      | Medalla            | Competición                |
| 2020               | Monteceneri (Suiza)        | Medalla de plata   | Campo a través             |
| 2024               | Cheile Grădiștei (Rumania) | Medalla de plata   | Campo a través por relevos |